# Josep Maria Loperena
Josep Maria Loperena i Jené (Alguaire, Lérida; 25 de junio de 1938-8 de enero de 2021) fue un abogado, director escénico, escritor y crítico español. Durante los años 60 y 70 trabajó como director escénico. Posteriormente ejerció como abogado defendiendo diversos colectivos del sector cultural. Como escritor, en 2004 recibió el premio Joaquim Amat-Piniella con la novela La casa del fanalet vermell.

## Biografía
Estudió las carreras de Filosofía y Letras y Derecho en la Universidad de Barcelona, y fue director de teatro en las décadas de los 60 y 70 del siglo pasado. Presidió durante siete años la Comisión de Defensa de los Derechos Humanos del Colegio de Abogados de Barcelona. En representación de 14.500 actores de todo el Estado español, interpuso una querella ante el Tribunal Penal Internacional contra el entonces presidente del gobierno José María Aznar por la intervención española en la guerra de Irak. Intervino también en otros procesos destacados, como los casos Scala, el asalto al cuartel de Berga, La Torna o el caso de Lluís Llach contra Felipe González por incumplimiento de compromiso electoral, además de varios procesos en defensa de escritores, periodistas e independentistas catalanes ante la Audiencia Nacional.

## Publicaciones
Publicó varios libros de Derecho, ensayos sobre teatro y el libro Memorias de los otros, una crónica muy personal de los últimos cincuenta años, (2004), elaborada a partir de materiales de juzgados, recuerdos familiares y crónicas de la época. Sus siguientes obras fueron El circo de la justicia. Bufonada de toga y otras gentes de mal vivir (Flor del Viento, 2006), El circo de la política. Esperpento de politiqueros y otros próceres de quita y pon (Flor del Viento, 2008) y El circo de los corruptos.
Pocos años después publicó El poder desnudo (Octaedro, 2012), una crítica a la Casa Real española y El abuso del poder. Como novelista publicó dos libros: La casa del fanalet vermell (Columna, 2004) con la que obtuvo el IV Premio Joaquim Amat-Piniella y Ulls de falcó (Columna, 2006). 
También colaboró en diversos periódicos, como El País, El Mundo y El Periódico de Cataluña, como comentarista de opinión, crítico literario, teatral, político y judicial y participó como tertuliano en el programa Els Matins (TV3).

## Director escénico

### Selección de montajes
- 1963. La alegría de vivir, original de Alfonso Paso, estrenada en el Teatre Candilejas, Barcelona.
- 1964 El baúl de los disfraces, original de Jaume Salom i Vidal, estrenada en el Teatre Windsor de Barcelona.
- 1965 Epitafio para un soñador de Adolfo Prego, estrenada en el Teatro Español de Madrid.
- 1966 Cara de Plata de Valle Inclán, estrenada en el Teatro Infanta Beatriz, Madrid.
- 1966 Entre nosotros, original de Pedro Laín Entralgo, estrenada en el Teatre Windsor,Barcelona.
- 1966 Un tal señor Blot, original de Pierre Daninos, representada en el Teatre Poliorama de Barcelona.
- 1967 La ópera de tres centavos de Bertolt Brecht estrenada en el Teatre Poliorama de Barcelona.
- 1968 La casa de las chivas, original de Jaume Salom, estrenada en el Teatre Moratín de Barcelona.
- 1970 El décimo hombre, original de Paddy Chayefsky, estrenada en el Teatre Calderón (Barcelona - Ronda Sant Antoni).
- 1971 El rehén de Brendam Beham estrenada en el Teatro de las Bellas Artes, Madrid.
- 1971 Viaje en un trapecio, original de Jaume Salom, estrenada en el Teatre Moratín de Barcelona.
- 1971 Pedro de Urdemalas de Miguel de Cervantes, estrenada en el Teatre Calderón (Barcelona - Ronda Sant Antoni) y el Teatro Español, Madrid.